# Biser Arichtev
Biser Atanasov Arichtev (12. října 1976 Ostrava) je český režisér, který se proslavil seriálem Vyprávěj nebo První republika.

## Život
Režisér má bulharské kořeny, protože oba rodiče pocházejí z Bulharska. Vystudoval obchodní akademii, poté Soukromou vyšší odbornou školu filmovou a přípravný ročník FAMU. Hrál na kytaru v kapele Kryštof, později ho tam zastoupil jeho bratr Nikolaj, který hraje na baskytaru.
Češtinu a bulharštinu má na úrovni rodilého mluvčího, dále mluví také polsky, rusky a slovensky. V květnu 2020 oznámil, že se svou manželkou Veronikou čekají prvního společného potomka.

## Dílo
Spolupracoval na filmových projektech jako válečné drama Lebensborn – pramen života, historické drama Bathory, Tobruk, pohádka Dešťová víla nebo česká komedie Vy nám taky, šéfe.
- Horákovi (2006)
- Vyprávěj (2009–2013)
- První republika I., II. řada (2014, 2017)
- Anatomie zrady (2020, dvoudílný televizní film)
- Kukačky 1. (2021), 2. (2023)
- Guru (2022, třídílná minisérie)
- O mě se neboj (2022)

## Ocenění
Seriál Vyprávěj získal cenu TýTý za Seriál roku. Jeho druhá série se stala Absolutním vítězem TýTý. V Monte Carlu dostal cenu Nejlepší evropský televizní producent.

## Rodina
V srpnu 2013 se oženil s herečkou Veronikou Novou (* 1986), která přijala jeho příjmení. Seznámili se při natáčení seriálu Vyprávěj. Z předcházejícího vztahu má syna Teodosia.